# К. Берсхот ВАК
К. Берсхот ВАК (Koninklijke Beerschot Voetbal en Atletiek Club), кратка форма Берсхот е белгийски футболен клуб от Антверпен. След дългогодишни финансови затруднения и преобразувания, клубът фалира окончателно през 2013 година и не съществува към днешна дата.

## Успехи
- Белгийска Про Лига
  - Шампион (7): 1921-22, 1923–24, 1924–25, 1925–26, 1927–28, 1937–38, 1938–39
  - Вицешампион (7): 1900-01, 1922–23, 1926–27, 1928–29, 1936–37, 1941–42, 1942–43
- Купа на Белгия
  - Носител (2): 1970-71, 1978–79
  - Финалист (1): 1967-68
- Белгийска втора лига
  - Шампион (1): 1906-07
  - Вицешампион (3): 1981-82, 1992–93, 1994–95

## Български футболисти
- Андрей Желязков: 1986/87 - (32 мача - 1 гол)